# Ibara (jeu vidéo)
Pour l'artiste peintre appelé Ibara, voir Ibara.
Ibara (鋳薔薇) est un jeu vidéo de type shoot 'em up développé par Cave, sorti en 2005 sur borne d'arcade (Cave 3rd Generation). Il a été adapté sur PlayStation 2 en 2006.

## Équipe de développement
- Producteur: Kenichi Takano
- Directeur/Programmeur: Shinobu Yagawa
- Chef Designer: Akira Wakabayashi
- Designers: TNK, Hideki Nomura, Tamajo
- Design des personnages: Tomoyuki Kotani
- Voix des personnages:
  - Teresa: Chiharu Komine
  - Lace: Nami Aoki
  - Shasta: Maiko Mori
  - Kasumi: Kumino Ishihara
  - Midi: Mao Shimura
  - Meidi: Asako Naito
  - Bond: Daisuke Matsumoto
  - Dyne: Akira Wakabayashi
- Compositeur musical: Shinji Hosoe (Super Sweep)
- Créateurs des sons: Ayako Saso (Super Sweep), Daisuke Matsumoto
- Superviseur: Sanae Ikeda
- Assistants spéciaux: Toshiaki. Tomizawa, Takatsugu. Furuhata, Atsushi Niiyama, Yuji Inoue, Asuka Mochida, Junko Ueki, Kaori Itamura, Junji Seki, Yui Yoshii, Shunsuke Nakata, Tyap, Ikumi Fujiwara, Shimarisu Okoshi, AMI ALL STAFFS